# Roy Dyke
Roy Dyke (* 13. Februar 1945 in Liverpool) ist ein britischer Rockmusiker (Schlagzeug, Arrangement).

## Werdegang
Dyke arbeitete zunächst bei den The Remo Four, und bei Ashton, Gardner & Dyke. Dann gehörte er mit Tony Kaye zu Badger. Er heiratete Stacia Blake, die als Tänzerin mit Hawkwind unterwegs war. Auch begleitete er Axel Zwingenberger. In den 1980er Jahren zog Dyke nach Hamburg; dort spielte er mit Bauer, Garn & Dyke und mit Achim Reichel. Von 1984 bis 1997 war er der Schlagzeuger der R&B-Band B. Sharp und gehört seitdem zu Boogie House.

## Diskographie
mit The Remo Four
- Smile! (1966)
- Attention (1973)

mit George Harrison
- Wonderwall Music (1968)

mit Ashton, Gardner & Dyke
- Ashton Gardner and Dyke (1969)
- The Worst of Ashton, Gardner + Dyke (1970)
- What a Bloody Long Day It’s Been (1972)
- Last Rebel (1973)
- Let it Roll: Live on Stage 1971 (2001)

mit Badger
- One Live Badger (1973)
- White Lady (1974)

mit Pat Travers
- Pat Travers (1976)
- Four Play (2005)

mit  Bauer, Garn & Dyke
- Sturmfrei (1979)
- Himmel, Arsch & Zwirn (1982)

mit Achim Reichel
- Heiße Scheibe (1979)
- Ungeschminkt (1991)

mit B.Sharp
- B.Sharp (1982)
- You’re Making Me Mad (1983)
- Here Come the Blues Again (1991)

weitere Bands
- Family It’s Only a Movie (1973)
- Curtiss Maldoon Maldoon (1973)
- Medicine Head One and One is One (1973)
- Chris Barber Drat that Frattle Rat (1974)
- Axel Zwingenberger Powerhouse Boogie (1979)
- Boogie House Cotton Club Jam (live) (2003)